# Tolvád község
Tolvád község (románul: Comuna Livezile) község Temes megyében, Romániában. Központja Tolvád, hozzá tartozik Dóc.

## Népessége
A 2011-es népszámlálás adatai alapján a község népessége 1566 fő volt.

## Története
2006-ban alakult meg az addig Bánlak községhez tartozó Tolvád és Dóc falvakkal.